# Breg (Žirovnica)
Breg (Duits: Rann) is een plaats in Slovenië en maakt deel uit van de gemeente Žirovnica in de NUTS-3-regio Gorenjska. De plaats telde 665 inwoners op 1 januari 2020.